# Karl Heinz Bittel
Karl Heinz Bittel  (* 26. August 1947 in Singen a. H.) ist ein deutscher Verlagslektor und Autor.

## Leben
Karl Heinz Bittel lebt seit 1969 in München. Er absolvierte eine Ausbildung zum Dipl.-Bibliothekar an wissenschaftlichen Bibliotheken. Neben der sich anschließenden Berufstätigkeit studierte er Politikwissenschaften, Geschichte und Philosophie in München. Er brach das Studium ab, als er 1984 Persönlicher Mitarbeiter und Pressesprecher des Münchner Kulturreferenten Jürgen Kolbe wurde. Mit ihm zusammen verfasste er ein umfangreiches Buch über Thomas Mann und dessen Münchner Jahre. Von 1988 bis 1999 arbeitete er als Lektor in einer Münchener Verlagsgruppe und als Programmleiter des Knaus Verlags. Bittel war der langjährige Lektor Walter Kempowskis und betreute u. a. die Autoren Stefan Heym, Ross King, Pascal Mercier, Lawrence Norfolk, Georg M. Oswald, Rolf Rietzler, Christa Schmidt, Christine Wunnicke und Jean Ziegler. Seit 1999 ist er als freier Lektor und Autor tätig.

## Werk
Nach Heller Zauber. Thomas Mann in München 1894 – 1933 erschien 2008 Bittels erster Roman: In Eine Art Verrat geht es um die Verwerfungen zwischen Thomas Mann und seinem Sohn Klaus. „Bittel arbeitet in diesem Schlüsselroman den tragischen, im Keim tödlichen Vater-Sohn-Konflikt spannend und souverän heraus“, findet Carlos Widmann (Deutschlandfunk). Laut der Welt beweist Bittel sich als begabter Stimmenimitator und schafft ein bemerkenswertes Stück Literatur, die Frankfurter Allgemeine Zeitung lobt das Debüt als „menschenkluges Buch“. 2009 folgte der autobiografische Roman Singen. Ein Anfang über die Gründung einer Beatband in den sechziger Jahren. Patrick van Odijk (Deutschlandfunk) findet, dem Autor sei mehr gelungen als ein biografischer Heimatroman der Swinging Sixties in der Provinz. Man spüre, welche Welten aufeinander krachten. 2010 erschien dann Die glückliche Leserin. 100 Romane für alle Lebenslagen (gemeinsam mit Margit Schönberger), das laut FAZ zu jeglichem Dilemma das richtige Buch empfehle und sich dabei nicht um Kategorien wie E und U schere. Bittel gab außerdem Walter Kempowskis Schriftstellerporträts Umgang mit Größen heraus, darüber hinaus verfasst er Aufsätze und Rezensionen in Zeitungen und Zeitschriften sowie Radiofeatures.

## Veröffentlichungen
- (gemeinsam mit Jürgen Kolbe): Heller Zauber. Thomas Mann in München 1894 – 1933. Berlin: Siedler Verlag 1987.
- Eine Art Verrat. Roman. Berlin: Osburg Verlag 2008.
- Singen. Ein Anfang. Roman. Berlin: Osburg Verlag 2009.
- (gemeinsam mit Margit Schönberger): Die glückliche Leserin. 100 Romane für alle Lebenslagen. München: Knaur Verlag 2010.
- Hrsg.: Walter Kempowski: Umgang mit Größen. Meine Lieblingsdichter – und andere. München: Knaus Verlag 2011.
- Aufsätze und Rezensionen in Zeitungen und Zeitschriften sowie Radiofeatures.